# Latas de sopa Campbell II
Latas de sopa Campbell II  es una obra de arte producida en el año 1969 por el artista estadounidense Andy Warhol como parte de su serie de Latas de Sopa Campbell. 

## Descripción
Se hicieron 250 conjuntos de esta impresión, y la edición #17 se encuentra en la colección del Museo de Arte Contemporáneo de Chicago. Consta de diez imágenes:
1. Tomato Beef Noodle O'
2. Chicken 'n Dumplings
3. Vegetarian Vegetable
4. Clam Chowder
5. Old fashioned vegetable made with beef stock
6. Scotch Broth
7. Cheddar Cheese
8. Oyster Stew
9. Golden Mushroom
10. Hot Dog Bean